# Hạ Hầu Huy
Hạ Hầu Huy (chữ Hán: 夏侯徽; 211 - 234), biểu tự Viên Dung (媛容), là nguyên phối thê tử của Tư Mã Sư, quyền thần thời Tào Ngụy, con trai trưởng của Tư Mã Ý và là anh cả của Tư Mã Chiêu, cha của Tấn Vũ Đế Tư Mã Viêm.
Bà chưa bao giờ làm Hoàng hậu khi còn sống. Vì là nguyên phối của Tư Mã Sư, bà được truy phong thụy hiệu Hoàng hậu bởi cháu trai của chồng là Tấn Vũ Đế.

## Tiểu sử
Hạ Hầu thị người Phái Quốc (沛國; nay là Bạc Châu, An Huy), con gái của Chinh Nam đại tướng quân Hạ Hầu Thượng và Đức Dương hương chúa (德陽鄉主), xuất thân tông tộc Tào Ngụy, là em gái của Nguyên hầu Tào Chân. Bà là em gái của đại thần Hạ Hầu Huyền.
Không rõ bà thành thân với Tư Mã Sư khi nào, chỉ biết bà sinh cho Tư Mã Sư 5 người con gái mà không có người con trai kế tự nào. Tương truyền, bà là người thông minh hòa nhã, mỗi khi Tư Mã Sư đi đâu bà đều đi theo hầu. Vào thời Tào Ngụy Minh Đế, Tư Mã Ý nắm đại quyền, khuynh đảo triều chính, sử kí tuy mập mờ nhưng ám chỉ bà có qua lại với cha mình để dò thám thái độ của họ Tư Mã, điều này khiến chồng bà Tư Mã Sư đối với bà thêm kiêng dè. Quan hệ vợ chồng vì thế mà dần xấu đi.
Năm Thanh Long thứ 2 (234), Hạ Hầu thị đột ngột qua đời khi chỉ mới 24 tuổi, sử sách và nhiều thuyết đều chỉ ra chính chồng bà Tư Mã Sư đầu độc bà.
Vào thời Tấn Vũ Đế Tư Mã Viêm, tông tộc Tây Tấn đã rục rịch tiến hành truy phong những người thuộc tông thất, chồng bà Tư Mã Sư được truy tặng Cảnh hoàng đế (景皇帝), thế nhưng tuyệt nhiên không ai đả động tới Hạ Hầu thị cả. Chỉ có người vợ thứ ba của Tư Mã Sư là Dương Huy Du nhắc khéo Vũ Đế, thì Vũ Đế mới ậm ờ mà tính đến việc truy tặng cho bà, nhưng vẫn cứ trì hoãn.
Mãi đến năm Thái Thủy thứ 2 (266), Hạ Hầu phu nhân mới được truy làm Cảnh Hoài hoàng hậu (景懷皇后).